# Herma Bauma
Herma Bauma   (Viena, 23 de gener de 1915 - Viena, 9 de febrer de 2003) fou una atleta i jugadora d'handbol austríaca que va competir entre la dècada de 1930 i 1950.
Durant la seva carrera esportiva va prendre part en tres edicions dels Jocs Olímpics d'Estiu: el 1936, 1948 i 1952, sempre disputant la prova del llançament de javelina del programa d'atletisme. Fou quarta el 1936 i novena el 1952, mentre el 1948 havia estat la primera atleta austríaca en proclamar-se campiona olímpica.
En el seu palmarès també destaca una medalla de plata en la prova del llançament de javelina del Campionat d'Europa d'atletisme de 1950. Entre 1931 i 1952 va guanyar 15 campionats nacionals de javelina, tres d'ells (entre 1941 i 1943) durant el període d'annexió amb el Tercer Reich. El 1942 també es proclamà campiona d'Alemanya. Va millorar fins a 14 vegades el rècord austríac del llançament de javelina, passant dels 36,31 metres el 1931 als 48,63 metres el 1948. El 1932, 1933 i 1947 també guanyà el campionat nacional de pentatló.
Al handbol va jugar en la versió d'handbol a 11 i va formar part de la selecció austríaca durant molts anys, guanyant nombroses lligues austríaques amb el Danubia. El 1949 guanyà la medalla de plata al campionat del món d'handbol a onze.

## Millors marques
- Llançament de javelina. 48,63 (1948)[1][5]